# Những gã trai hư trọn đời
Những gã trai hư trọn đời (tên gốc tiếng Anh: Bad Boys for Life) là bộ phim hài hành động năm 2020 của Mỹ, do Adil & Bilall đạo diễn và được chắp bút bởi Chris Bremner, Peter Craig cùng với Joe Carnahan. Đây là phần nối tiếp của Bad Boys II (2003) và là phần phim thứ ba trong loạt phim Bad Boys. Tác phẩm có sự góp mặt của các ngôi sao điện ảnh Will Smith, Martin Lawrence, Paola Núñez, Vanessa Hudgens, Alexander Ludwig, Charles Melton, Kate del Castillo, Nicky Jam, Thomas Brag, cũng như Joe Pantoliano. Ngoài ra, Smith cũng đồng sản xuất bộ phim với Jerry Bruckheimer và Doug Belgrad. Trong phim, hai thám tử Mike Lowrey và Marcus Burnett phụ trách điều tra một vụ giết người hàng loạt gắn liền với quá khứ đầy bí ẩn của Lowrey.
Kế hoạch về phần phim Bad Boys thứ ba đã được thảo luận ngay sau thành công của Bad Boys II. Michael Bay nói rằng ông sẽ quan tâm đến việc chỉ đạo bộ phim, nhưng những hạn chế về ngân sách đã khiến việc thực hiện trở nên khó khăn. Trong suốt một thập kỷ, đoàn làm phim đã phải nỗ lực để tác phẩm đi vào giai đoạn sản xuất, trong đó nhiều nhà biên kịch và đạo diễn lần lượt tham gia rồi rời dự án. Dự án cuối cùng đã được hoàn thành rồi bật đèn xanh vào tháng 10 năm 2018, và việc quay phim bắt đầu vào năm sau, kéo dài từ tháng 1 đến tháng 6 năm 2019. Quá trình bấm máy diễn ra ở Atlanta, Miami và Mexico City.
Những gã trai hư trọn đời được phát hành tại Hoa Kỳ vào ngày 17 tháng 1 năm 2020 bởi Sony Pictures. Bộ phim đã nhận được nhiều đánh giá tích cực từ các nhà phê bình, và thu về hơn 426 triệu USD trên toàn thế giới, trở thành tác phẩm có doanh thu cao thứ hai năm 2020. Đây cũng là phần phim ăn khách nhất của loạt phim và là bộ phim được phát hành vào tháng 1 có doanh thu cao nhất mọi thời đại.

## Nội dung
Isabel Aretas, góa phụ của tên trùm tội phạm Benito, trốn thoát khỏi một nhà tù ở Mexico nhờ sự trợ giúp của con trai ả, Armando. Isabel ra lệnh cho Armando đi đến Miami, giao nhiệm vụ cho hắn lấy lại một số tiền đáng kể mà Benito đã giấu, cũng như ám sát những người chịu trách nhiệm về việc bắt giữ Benito, dẫn đến cái chết của y. Isabel cũng nói rằng Thám tử Mike Lowrey phải là người bị giết cuối cùng.
Tại Miami, Mike cùng với người bạn thân Marcus Burnett lái xe đến bệnh viện để gặp đứa cháu ngoại của Marcus. Mong muốn dành nhiều thời gian hơn cho gia đình, Marcus bộc bạch với Mike rằng anh dự định sẽ nghỉ hưu, điều này đã làm Mike thất vọng. Trong một bữa tiệc mừng cháu trai của Marcus, Mike bị Armando bắn và hôn mê trong nhiều tháng. Isabel khiển trách Armando vì đã nhắm vào Mike trước, và hắn vẫn tiếp tục ám sát các mục tiêu khác trong lúc Mike nằm viện.
Sau khi hồi phục, Mike quyết tâm tìm cách trả thù và đề nghị Marcus giúp mình, nhưng anh ta lại từ chối. Sau đó, Mike biết được danh tính của kẻ buôn bán vũ khí Booker Grassie từ một người cung cấp thông tin. Nhận ra rằng Mike sẽ không từ bỏ chuyện này, Đội trưởng Conrad Howard miễn cưỡng cho phép anh làm việc với một đơn vị của cảnh sát Miami, Advanced Miami Metro Operations (AMMO), do Rita Secada, bạn gái cũ của Mike, đứng đầu. Khi cả nhóm theo dõi Grassie tại một phi vụ buôn bán vũ khí, Mike nói rằng những kẻ mua vũ khí có ý định giết Grassie và can thiệp, nhưng không cứu được hắn. Tiếp đó, Marcus được Carver Remy, một người cung cấp thông tin cũ, gọi đến và nói rằng tên sát thủ đang bám theo y. Marcus liên lạc với Mike và cả hai đi đến chỗ Carver, nhưng y bị giết ngay khi hai người vừa đến nơi. Armando tẩu thoát sau một cuộc đấu tay đôi với Mike.
Đội trưởng Howard sau đó cũng tiết lộ ý định nghỉ hưu của mình, và khuyên rằng Mike nên tìm định hướng trong cuộc sống. Khi đi đến bãi đỗ xe, ông bị Armando giết chết. Cái chết của Howard đã làm Marcus tạm gác việc nghỉ hưu và quay lại nghề cảnh sát, bắt tay với đội AMMO. Họ theo dõi tay chân của Grassie; hắn ta đã tiết lộ nơi mà Lorenzo "Zway-Lo" Rodriguez đến. Cả nhóm xâm nhập vào bữa tiệc sinh nhật của Zway-Lo, dẫn đến một cuộc rượt đuổi bằng xe khốc liệt. Armando đưa trực thăng đến để giải cứu Zway-Lo, nhưng sau đó đã bắn chết hắn ta vì chắn tầm nhìn, làm Armando không thể kết liễu Mike. Khi Armando chĩa súng vào Mike, hắn nói với Mike rằng: "Hasta el fuego". Ngay lúc đó, Marcus sử dụng khẩu súng máy nã đạn vào chiếc trực thăng, làm Mike rơi xuống con sông phía dưới.
AMMO ngừng hoạt động vì nhiệm vụ không thành công. Mike tiết lộ với Marcus rằng Armando có thể là con trai anh. Trước khi làm việc với Marcus, Mike từng là cảnh sát nằm vùng trong băng đảng Aretas, nơi anh gặp Isabel. Họ yêu nhau và có ý định bỏ trốn, và sử dụng câu "Hasta el fuego" như một câu khẩu hiệu bí mật. Cuối cùng Mike đã tống Isabel vào tù do sự nguy hiểm của ả. Bất chấp sự phản đối của Mike, Marcus và AMMO vẫn đi theo anh đến Thành phố México để đối đầu với Isabel.
Tại Lâu đài Hidalgo, Mike gặp Isabel và tức giận vì ả đã che giấu sự thật với Armando. Một cuộc đấu súng nhanh chóng diễn ra giữa các thành viên của AMMO và băng đảng của Isabel. Marcus bắn phi công trực thăng của Isabel, khiến nó đâm vào sảnh trung tâm và cả khu vực bắt đầu chìm trong biển lửa. Marcus chạm trán Isabel, còn Mike thì cố gắng giải thích sự thật với Armando. Mặc dù bị Armando tấn công tới tấp, nhưng anh vẫn không đánh trả lại. Khi Armando hỏi mẹ mình rằng Mike có phải là bố anh hay không, thì Isabel đáp lại bằng một cái gật đầu. Nhận ra nhiệm vụ mà anh dành cả đời để thực hiện là một lời giả dối, Armando cố gắng bảo vệ bố mình bằng cách đỡ đạn cho Mike. Isabel tức giận và cố gắng kết liễu Mike, nhưng Rita đã xuất hiện kịp thời và bắn Isabel, khiến ả rơi xuống đám lửa bên dưới.
Một thời gian sau, Rita đã được thăng lên chức Đội trưởng cảnh sát, trong khi Mike và Marcus thì được giao nhiệm vụ phụ trách đội AMMO. Trong cảnh hậu danh đề của phim, Mike đến thăm Armando, người đang bị giam trong tù, và cho anh ta cơ hội để có thể "chuộc tội".

## Diễn viên
- Will Smith vai Thám tử Michael Eugene "Mike" Lowrey
- Martin Lawrence vai Thám tử Marcus Miles Burnett
- Paola Núñez vai Rita Secada, người đứng đầu AMMO, bạn gái cũ của Mike
- Vanessa Hudgens vai Kelly,[9] chuyên gia vũ khí của AMMO[10]
- Alexander Ludwig vai Dorn, chuyên gia công nghệ của AMMO[10]
- Charles Melton vai Rafe, thành viên của AMMO
- Jacob Scipio vai Armando Aretas, con trai của Mike và Isabel.
- Kate del Castillo vai Isabel "La Bruja" Aretas, một nữ tội phạm thuộc băng đảng ma túy, người yêu cũ của Mike và là mẹ của Armando.
- Joe Pantoliano vai Đội trưởng Conrad Howard
- Theresa Randle vai Theresa Burnett, vợ của Marcus.[11]
- Nicky Jam vai Lorenzo "Zway-Lo" Rodríguez[12]
- Massi Furlan vai Lee Taglin
- Dennis Greene vai Reggie
- Bianca Bethune vai Megan Burnett, con gái của Marcus
- Michael Bay vai chủ trì của đám cưới
- DJ Khaled[13] vai Manny Đồ tể[14]

## Sản xuất

### Phát triển
Michael Bay, đạo diễn của hai phần Bad Boys đầu tiên, đã tuyên bố vào tháng 6 năm 2008 rằng ông có thể sẽ chỉ đạo Bad Boys 3, nhưng trở ngại lớn nhất sẽ là kinh phí phim, khi tuyển mộ nam diễn viên Will Smith và chính ông lại yêu cầu cát-xê cao nhất trong ngành điện ảnh. Đến tháng 8 năm 2009, Columbia Pictures đã thuê Peter Craig viết kịch bản cho phần phim tiếp theo. Vào tháng 2 năm 2011, Martin Lawrence tuyên bố rằng bộ phim đang được phát triển.
Sau nhiều lần trì hoãn, Jerry Bruckheimer đã tuyên bố vào tháng 6 năm 2014 rằng nhà biên kịch David Guggenheim đang sáng tác cốt truyện cho phần tiếp theo. Hai tháng sau, Lawrence cho biết một kịch bản đã được viết và các diễn viên đã được tuyển. Một năm sau đó, vào tháng 6 năm 2015, có thông tin cho rằng đạo diễn Joe Carnahan đã nói chuyện để có thể chắp bút và chỉ đạo bộ phim. Vào tháng 8 năm 2015, Sony Pictures Entertainment đã thông báo rằng họ có kế hoạch cho hai phần phim tiếp theo, trong đó Bad Boys 3 dự kiến phát hành vào ngày 17 tháng 2 năm 2017, và Bad Boys 4 sẽ ra mắt vào ngày 3 tháng 7 năm 2019. Đầu năm 2016, Bad Boys 3 đã được lùi ngày ra mắt lên 2 tháng 6 năm 2017, nhưng lại không có thông tin nào về ngày phát hành của Bad Boys 4. Những nhà sản xuất đã có kế hoạch bắt đầu thực hiện bộ phim vào đầu năm 2017. Tuy nhiên, vào tháng 8 năm 2016, để tránh cạnh tranh với Wonder Woman: Nữ thần chiến binh của DC Comics, Sony đã lùi lịch phát hành bộ phim đến ngày 12 tháng 1 năm 2018. Đồng thời, họ cũng tiết lộ rằng tác phẩm sẽ có tựa đề Những gãi trai hư trọn đời. Trong một cuộc phỏng vấn vào tháng 10 năm 2016 trên Jimmy Kimmel Live!, Lawrence cho biết việc quay phim có thể bắt đầu vào tháng 3 năm 2017. Vào tháng 12 năm 2016, ngày phát hành của Bad Boys 4 được chỉ định là 24 tháng 5 năm 2019.
Sony đã thông báo vào tháng 2 năm 2017 rằng việc phát hành bộ phim sẽ bị đình trệ đến ngày 9 tháng 11 năm 2018. Tháng tiếp theo, Carnahan rời khỏi dự án do xung đột lịch trình. Vào tháng 8 năm 2017, Sony đã loại bỏ Bad Boys 3 khỏi lịch phát hành và sau đó vào tháng Lawrence nói rằng bộ phim sẽ không bao giờ được thực hiện.
Dự án được tái khởi động vào tháng 2 năm 2018, khi hai đạo diễn người Bỉ là Adil El Arbi và Bilall Fallah thay thế Carnahan để chỉ đạo bộ phim, đồng thời Smith và Lawrence được xác nhận sẽ quay trở lại. Geek Worldwide cho biết phần phim thứ ba trong loạt Bad Boys sẽ ghi hình từ tháng 11 năm 2018 đến tháng 3 năm 2019 tại Miami và Atlanta, trong đó tác phẩm được dự kiến phát hành vào ngày 17 tháng 1 năm 2020.

### Tuyển vai
Vào tháng 10 năm 2018, Variety tiết lộ rằng Sony đã bật đèn xanh cho dự án. Tháng 12 năm 2018, Joe Pantoliano được thông báo sẽ tiếp tục đảm nhiệm vai Đội trưởng Howard từ các phần phim trước đó. Kate del Castillo gia nhập dàn diễn viên vào đầu năm 2019, còn Theresa Randle sẽ tiếp tục vai diễn vợ của Marcus, Theresa.

### Quay phim
Quá trình bấm máy bắt đầu vào ngày 14 tháng 1 năm 2019, diễn ra tại trung tâm thành phố Atlanta. Ngoài ra, phim cũng được ghi hình ở Mexico vào tháng 4 năm 2019, cũng như tại Miami, và kết thúc vào ngày 7 tháng 6 năm 2019. Nhà quay phim Robrecht Heyvaert đã quay bộ phim bằng máy ảnh kỹ thuật số Sony CineAlta VENICE, cũng như máy ảnh phối cảnh biến dạng Panavision Primo, G-và T-Series.

### Âm nhạc
Âm nhạc của Những gã trai hư trọn đời được sáng tác bởi Lorne Balfe, bao gồm những bản nhạc nền mới kết hợp với phần nhạc chủ đề từ phần phim đầu tiên của Mark Mancina. Cả hai trailer của bộ phim đều xuất hiện các bản remix/mashup "Bad Boys" của Inside Circle cùng "Bad Boy for Life" của P. Diddy, Black Rob và Mark Curry.
Album nhạc chính thức của bộ phim, Bad Boys for Life: The Soundtrack được công bố bởi giám đốc sản xuất DJ Khaled, và phát hành cùng ngày ra mắt với Những gã trai hư trọn đời. Những nghệ sĩ Black Eyed Peas và J Balvin đã thu âm một ca khúc có tựa đề "Ritmo", phát hành ngày 11 tháng 10 năm 2019, với vai trò là đĩa đơn chính cho bản nhạc.
Nhạc nền phim cũng chứa các bản nhạc của Meek Mill, Santana, City Girls, Quavo, Rick Ross, Rich the Kid, Bryson Tiller, Nicky Jam, Daddy Yankee, Jaden Smith, Farruko, Pitbull, Lil Jon, Buju Banton và DJ Durel.

## Phát hành
Trailer đầu tiên của Những gã trai hư trọn đời ra mắt vào ngày 4 tháng 9 năm 2019, và trailer thứ hai của nó được giới thiệu vào ngày 5 tháng 11. Phim được chiếu tại Nhà hát Trung Quốc TCL vào ngày 14 tháng 1 năm 2020. Will Smith và Martin Lawrence đã lái chiếc Porsche 911 Carrera 4S để đến buổi ra mắt, với bản nhạc chủ đề của Bad Boys được phát ra từ hệ thống audio của chiếc xe. Những gã trai hư trọn đời được phát hành chính thức tại Hoa Kỳ vào ngày 17 tháng 1 năm 2020, bởi Sony Pictures Release.

### Phương tiện tại gia
Những gã trai hư trọn đời đã được phát hành kỹ thuật số tại Hoa Kỳ và Canada vào ngày 31 tháng 3 năm 2020, trước khi kết thúc quá trình phát hành sau 90 ngày ra mắt. Bộ phim được phát hành trên 4K Ultra HD, Blu-ray và DVD vào ngày 21 tháng 4 năm 2020.

## Đón nhận

### Doanh thu phòng vé
Những gã trai hư trọn đời đã thu về 204,4 triệu USD tại Hoa Kỳ và Canada, và 214,7 triệu USD ở các lãnh thổ khác, với tổng doanh thu trên toàn thế giới là 419,1 triệu USD, so với ngân sách sản xuất 90 triệu USD. Đây là phần phim ăn khách nhất trong loạt Bad Boys và cũng là tác phẩm điện ảnh có doanh thu cao nhất mọi thời đại được phát hành vào tháng 1.
Ở Hoa Kỳ và Canada, bộ phim ra mắt và cạnh tranh với Bác sĩ Dolittle: Chuyến phiêu lưu thần thoại, và ban đầu được dự kiến sẽ thu về từ 35-45 triệu USD từ 3.740 rạp trong ba ngày phát hành cuối tuần, tổng cộng 48 triệu USD trong suốt bốn ngày lễ Martin Luther King. Sau khi thu về được 23,5 triệu USD vào ngày đầu tiên (bao gồm 6,36 triệu USD từ các buổi xem trước vào tối thứ năm), doanh thu ước tính đã tăng lên 68 triệu USD. Tác phẩm tiếp tục đem về 62,2 triệu USD trong ba ngày đầu tiên và 73,4 triệu đô la trong vòng bốn ngày, trở thành màn ra mắt thành công thứ hai trong kỳ lễ. Phim đã "bỏ túi" được 34 triệu USD trong dịp cuối tuần thứ hai và 17,7 triệu USD trong tuần thứ ba, trở thành tác phẩm đứng đầu phòng vé trong thời gian này.
Hiệu suất phòng vé của bộ phim bị ảnh hưởng bởi Đại dịch COVID-19, do nhiều rạp chiếu phim đã đóng cửa để phòng ngừa dịch bệnh. Khi đại dịch "giảm nhiệt", phim đã được phát hành tại ba địa điểm thuộc Nhà hát Santikos ở San Antonio, Texas vào ngày 1 tháng 5 năm 2020.

### Đánh giá chuyên môn
IndieWire đã miêu tả những đánh giá về Những gã trai hư trọn đời "chủ yếu là tích cực." Trang web tổng hợp đánh giá Rotten Tomatoes cho bộ phim lượng đồng thuận 77% dựa trên 249 bài đánh giá, với số điểm trung bình là 6,22/10. Các nhà phê bình nhất trí: "Được nâng cấp nhờ yếu tố hành động và sức hút từ các diễn viên, Những gã trai hư trọn đời đã hồi sinh thương hiệu phim lâu dài này bằng cách phát huy hết tiềm năng của nó." Trên Metacritic, bộ phim có điểm trung bình trọng số là 59/100, dựa trên 46 nhà phê bình. Khán giả được khảo sát bởi CinemaScore đã chấm điểm "A" trên thang điểm từ A+ đến F, bằng điểm với hai phần phim trước. PostTrak đã cho tác phẩm xếp hạng 4,5/5 sao, trong đó 73% khán giả được khảo sát nói rằng "chắc chắn sẽ giới thiệu phim".
Todd McCarthy của tạp chí The Hollywood Reporter viết rằng "Phần phim thứ ba thật sự cuốn hút". Cây bút David Ehrlich của IndieWire đã cho bộ phim đạt điểm "B", gọi đây là tác phẩm hành động "vui nhộn, bùng nổ và chu đáo" và nhận xét, "Những gã trai hư trọn đời không nhằm mục đích nâng tầm cho thể loại hành động hay viết lại những quy luật của các bộ phim bom tấn. Thế nhưng, tác phẩm vẫn trở thành một vụ nổ khi Will Smith và Martin Lawrence tiếp tục hóa thân thành các nhân vật cũ và tìm cho nhân vật của mình một chỗ đứng thích hợp trong bối cảnh Hollywood hiện đại".

## Phim tiếp nối
Sau thành công của Những gã trai hư trọn đời, Sony đã công bố kế hoạch cho phần phim thứ tư, với Chris Bremner trở lại với vai trò biên kịch.